# Fridrih Markovics Ermler
Fridrih Markovics Ermler (Rēzekne, 1898. május 13. – Leningrád, 1967. július 12.) szovjet filmrendező, színész, forgatókönyvíró, a Szovjetunió népművésze, négyszeres állami díjas.

## Életpályája
Az 1917-es októberi orosz forradalomban a Vörös Hadsereg katonája, utóbb az államvédelem harcosa volt. 1923–1925 között a leningrádi Filmművészeti Főiskolán folytatott színi tanulmányokat, színész volt, s 1924-ben Vjacseszlav Viszkovszkij rendező-asszisztense lett. Ekkor többedmagával megalapította a Filmkísérleti Műhelyt (KEM), amely a formalista irányba fejlődő Excentrikus Színész Stúdióval (FEKSZ) szemben a mondanivaló realitására helyezte a fősúlyt. 1956-ban a Velencei Nemzetközi Filmfesztivál zsűritagja volt.

### Munkássága
1924-ben egy dokumentáris művel mutatkozott be. 1926-ban Eduard Ioganszon társrendezőjeként működött. Első önálló játékfilmjét 1928-ban készítette Leningrádban. Hírnevét klasszikus műve, az Egy birodalom romjai című film alapozta meg (1929). Nagy gondot fordított a lélektani motiválásra. Emellett műveit a pártos, szenvedélyes állásfoglalás és magával ragadó lendület jellemezte. Legkiemelkedőbb munkája A nagy hazafi (1937–1939) című kétrészes film, amely a filmszerűség követelményeivel ellentétben a párbeszédekre épült. Megrázó erejű alkotása, a Tovaris P. (1943) nálunk a felszabadulás után elsőnek bemutatott játékfilm. Alkotóereje töretlenségéről az 1950-es évek közepén a Befejezetlen elbeszélés (1955) tanúskodott.

## Filmjei

### Színészként
- Vörös partizánok (1924)
- Tea (1924)

### Filmrendezőként
- Vörheny (Szkarlatyina) (1924)
- A vihar gyermekei (Gyetyi buri) (1926) (forgatókönyvíró is)
- Ház a hóbuckák között (Dom v szugrobah) (1928)
- A párizsi cipész (Parizsszkij szapozsnyik) (1928)
- Egy birodalom romjai (Oblomok imperii) (1929) (forgatókönyvíró is)
- Ellenterv (Vsztrecsnij) (1932; forgatókönyvíró is. Társrendező: Szergej Jutkevics)
- Parasztok (1935) (forgatókönyvíró is)
- A nagy hazafi I.-II. (1937–1939)
- Ősz (Oszeny) (1940)
- Tovaris P. (1943; eredeti címe: A hazáját védi, oroszul: Ona zascsiscsajet Rogyinu)
- Döntő fordulat (Velikij perelom, 1945)
- Befejezetlen elbeszélés (1955)
- A hajnal gyermeke (1958)
- Vacsoravendég (Zvanij uzsin) (1962, rövidfilm)
- A történelem ítélőszéke (Pered szudom isztorii) (1965, dokumentumfilm)

## Forgatókönyv magyarul
- Mihail Blejman–Manuel Bolsincov–Fridrih Ermler: A nagy hazafi. Irodalmi forgatókönyv; ford. Gergely Viola; Új Magyar Könyvkiadó, Bp., 1950

## Díjai
- Sztálin-díj (1941, 1946 (2x), 1951)

## Fordítás
- Ez a szócikk részben vagy egészben  a   Fridrikh Ermler című angol Wikipédia-szócikk ezen változatának fordításán alapul.  Az eredeti cikk szerkesztőit annak laptörténete sorolja fel. Ez a jelzés csupán a megfogalmazás eredetét és a szerzői jogokat jelzi, nem szolgál a cikkben szereplő információk forrásmegjelöléseként.